# Flor de María Rodríguez
Flor de María Rodríguez   (Las Piedras, 10 d'agost de 1913 - Montevideo, 24 d'octubre de 2001) va ser una ballarina i coreògrafa uruguaiana qui, junt amb el seu marit, Lauro Ayestarán, van investigar i reviure les danses populars de l'Uruguai.

## Biografia
Nascuda a Las Piedras (al sud de l'Uruguai), Flor de María Rodríguez va començar la seva carrera com a ballarina de ballet. Va ser membre fundadora del Ballet Nacional de l'Uruguai, administrat per Servei Oficial de Difusió, Representacions i Espectacles (SODRE), l'autoritat de ràdiodifusió cultural del país, on es va convertir en primera ballerina. Després d'una lesió al genoll, va haver de deixar de ballar, però es va convertir en una coreògrafa amb èxit. També va actuar amb Carlos Brussa (1887-1952).
El 1940 es va casar amb el musicòleg Lauro Ayestarán, amb qui va investigar sobre la dansa uruguaiana. Gràcies a la metodologia que va desenvolupar per reconstruir danses extingides, ella i el seu marit van reviure més de 20 danses folklòriques del període colonial, la majoria de les quals havien estat completament oblidades. Es va convertir en una de les investigadores més importants de la zona i va escriure diversos llibres sobre el tema.
El 1975, després que Margaret Graham (1931-2004) hagués fundat l'Escola Nacional de Dansa, Rodríguez es va convertir en cofundadora del seu departament de folklore, on va ensenyar teoria i història de la dansa alhora que va impartir formació pràctica en ballet i dansa. Com a suport addicional va incloure assignatures teòriques, com la teoria de la dansa i el folklore, així com l'alfabetització musical, la formació didàctica-pedagògica del professorat i la cultura històrica, incloent la història de la roba. La divisió rep el nom de Flor de María Rodríguez de Ayestarán en honor seu.
El 1977 va rebre el Premi d'Or al Festival Nacional de Folklore per les seves àmplies contribucions.
Flor de María Rodríguez va morir a Montevideo el 24 d'octubre de 2001. Va tenir sis fills.